# 贝勒孔布
贝勒孔布（法語：Bellecombe，法語發音：[bɛlkɔ̃b]）是法国汝拉省的一个市镇，属于圣克洛德区。

## 地理
贝勒孔布（46°19'27"N, 5°55'20"E）面积12.17 平方千米，位于法国勃艮第-弗朗什-孔泰大區汝拉省，该省份为法国东部内陆省份，北起上索恩省，西北接科多尔省，西临索恩-卢瓦尔省，南至安省，东与杜省和瑞士接壤。
与贝勒孔布接壤的市镇（或旧市镇、城区）包括：谢泽里－福朗、莱莱克斯、莱穆西耶尔、拉佩斯、塞蒙塞勒-莱莫吕讷。

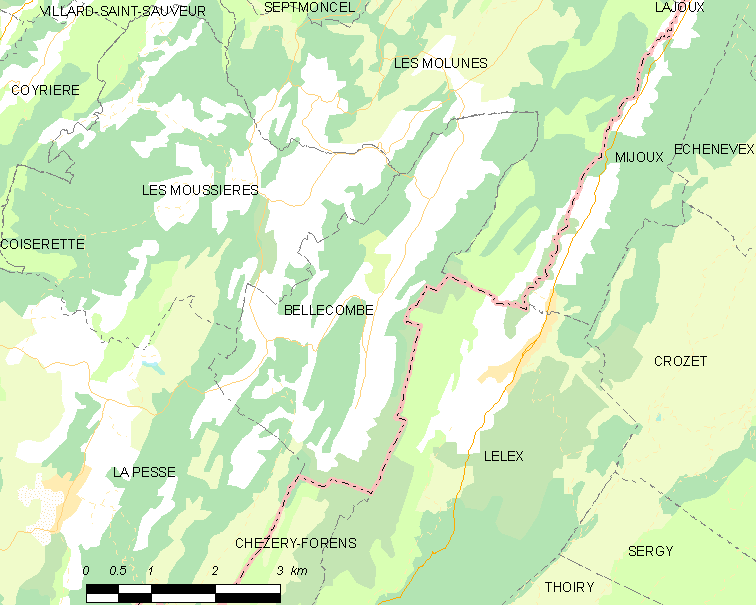
贝勒孔布的OSM定位图

贝勒孔布的时区为UTC+01:00、UTC+02:00（夏令时）。

## 行政
贝勒孔布的邮政编码为39310，INSEE市镇编码为39046。

## 政治
贝勒孔布所属的省级选区为科托迪利宗县。

## 人口

1962-2008年间贝勒孔布人口变化图示

贝勒孔布于2022年1月1日时的人口数量为74人。